# A (албум Ашера и Зајтовена)
A (стилизовано као "A") је девети студијски албум америчког пјевача Ашера. A је сараднички албум Ашера са америчким продуцентом Ксавијером Ламаром Дотсоном, познатијим под умјетничким именом Зајтовен, који је такође продуцирао албум. Албум је објављен у поноћ по источном времену у Сјеверној Америци, 12. октобра 2018. године. Албум је поклон граду Атланти, у којем су Ашер и Зајтовен одрасли. На албуму гостују репери Футур и Гуна.

## Позадина и снимање
На дан 25. јула 2018. године, Марк Питс, предсјеник Урбане музике у издавачкој кући RCA рекордс, објавио је слику на инстаграму, на којој су он и Ашер како раде у студију. Питс је у септембру објавио слику на којој су он, Зајтовен и Ашер у студију. Зајтовен и Ашер су претходно сарађивали на пјесми из 2009. "Papers" са Ашеровог албума из 2010. Raymond v. Raymond.
У интервјуу за The Fader, Ашер је изјавио: "Зајтовен и ја радимо на мом пројекту, мом будућем албуму, заправо. И почели смо да радимо на пјесмама, имамо сјајну комбинацију између прве двије, три и настављамо."
Албум је снимљен у Вестлејк студију у Западном Холивуду, у Калифорнији.

## Музика и текстови
На албуму су радили текстописци Елиот Трент, Димитри Мекдоувел и амерички пјевач Дитрик Хадон. Уредница часописа Pitchfork, Брајана Јангер написала је: "“A“ је солидан поклон вољеним коријенима Атланте и градским звуцима који прожимају скоро сваки угао популарне музике". Уредник часописа Ролинг стоун, Елијас Лајт, написао је: "хватање поп таласа увијек је била једна од Ашерових највећих снага, било да то значи сарадљу са Лил Џоном када је кранк доживио успјех или пуњење у EDM.

## Промоција
Ашер је нови пројекат објавио 11. октобра 2018. године, са трејлером који приказује њега и Зајтовена како се возе око Атланте и посјећују разне локације. Трејлер је такође садржао различите дјелове пјесама. Поред овога, Ашер је такође постављао комадиће пјесама раздвојено на инстаграму.

## Илустрација и паковање
Умјетнички омот за албум дизајнирао је амерички дизајнер Вирџил Абло. Омот је настао као креација његове модне куће Off-White.

## Комерцијалне перфомансе
| Професионални рејтинг | Професионални рејтинг |
| Резултати             | Резултати             |
| Извор                 | Рејтинг               |
| --------------------- | --------------------- |
| Allmusic              | [ 12 ]                |

Албум A је дебитовао на 31 мјесту на Билборд 200 листи у Сједињеним Државама, са продатих преко 15.000 примјерака у Сједињеним Државама, од чега је четири хиљаде чисте продаје албума.

## Списак пјесама
Спесак пјесама А.
| №               | Назив                      | Аутор(и) | Трајање |  |
| 1.              | Stay at Home (са Футур-ом) | Ашер Футур Додсон | 3:28    |  |
| 2.              | ATA                        | Ашер Димитри Ентони Макдауел Дејтон Гил Елиот Трент Мајор Муџа | 3:07    |  |
| 3.              | Peace Sign                 | Ашер Ксавијер Дотсон Елиот Трент Џоселин Доналд Димитри Ентони Макдауел Дејтрик Хадон                                                                                           | 2:58    |  |
| 4.              | You Decide                 | Ашер Ксавијер Дотсон Димитри Ентони Макдауел Елиот Трент Тони Вилсон Хадон | 3:32    |  |
| 5.              | Birthday                   | Ашер Ксавијер Дотсон Џоселин Ентони Доналд Карлос Колеман Мајор Миџа Димитри Ентони Макдауел Кејт Томас Терон Томас Тимоти Томас Дејон Гил Елиот Трент Тугун кенон Брајан Бејтс | 3:24    |  |
| 6.              | She Ain't Tell Ya          | Ашер Ксавијер Дотсон Највадиус Вилбурн Марио Џеферсон Дариус Гин јуниор | 3:21    |  |
| 7.              | Say What U Want            | Ашер Ксавијер Дотсон Карлос Колеман Мајор Миџа Димитри Ентони Макдауел Дејон Гил Елиот Трент Дејтрик Хадон                                                                      | 3:39    |  |
| 8.              | Gift Shop (са Гуном)       | Ашер Ксавијер Дотсон Џоселин Доналд Тони Вилсон Серхио Киченс | 3:41    |  |
| Укупно трајање: | Укупно трајање:            | Укупно трајање: | 27:09   |  |

## Позиције на листама
| Листе (2018)               | Нахбоља Позиција |
| -------------------------- | ---------------- |
| Аустралија (ARIA)          | 35               |
| Холандија (MegaCharts)     | 135              |
| САД Билборд 200            | 31               |
| САД Топ R&B/хип хоп албуми | 19               |

## Сарадници на албуму
Заслуге за албум A прилагођене су са сајта AllMusic.
| - Ашер – главни извођач - Зајтовен - главни извођач - Футур – гостујући извођач - Гуна – гостујући извођач |